# Pieny (osada)
Pieny (do 1945 r. niem. Pöhnen) – osada w Polsce położona w województwie warmińsko-mazurskim, w powiecie bartoszyckim, w gminie Sępopol. Miejscowość wchodzi w skład sołectwa Wiatrowiec.
W latach 1975–1998 miejscowość administracyjnie należała do województwa olsztyńskiego.
W pobliżu wsi znajduje się wzgórze, zwane Górą Zamkową, na którym najprawdopodobniej znajdują się resztki staropruskiego grodziska.

## Historia
Pieny, jako wieś pruska wymieniana w dokumentach z 1414 r., przy okazji spisywania strat wojennych (wojna polsko-krzyżacka). W połowie XVI w. wieś zasiedlili koloniści z Polski. Z dokumentów wynika, że w 1616 r. niejaki Maciej Polak sprzedał swoje włóki Truchsessowi von Waldburgowi. W 1668 r. cała wieś była już w posiadaniu rodziny von Waldburg. Natomiast w 1823 r. Pieny zostały zakupione przez rodzinę Kobylińskich (polska szlachta ariańska). W 1889 r. Pieny były folwarkiem majątku ziemskiego Wiatrowiec i należały do rodziny Kobylińskich.
W 1983 r. był tu PGR, ujmowane w spisie statystycznym razem z Rygarbami.